# Federazione di rugby a 15 della Georgia
La Georgia Rugby Union (georg. საქართველოს რაგბის კავშირი) è l'organo che governa il rugby XV in Georgia.
La GRU venne fondata nel 1964, ma fino alla fine degli anni '80 fece parte della federazione di rugby dell'Unione Sovietica. Divenne affiliata all'International Rugby Board nel 1992.
Il presidente della GRU Bidzina Gegidze venne eletto nel 1996.